# Sericoptera arearia
Sericoptera arearia är en fjärilsart som beskrevs av Jacob Hübner 1825. Sericoptera arearia ingår i släktet Sericoptera och familjen mätare. Inga underarter finns listade i Catalogue of Life.